# Évariste de Valernes

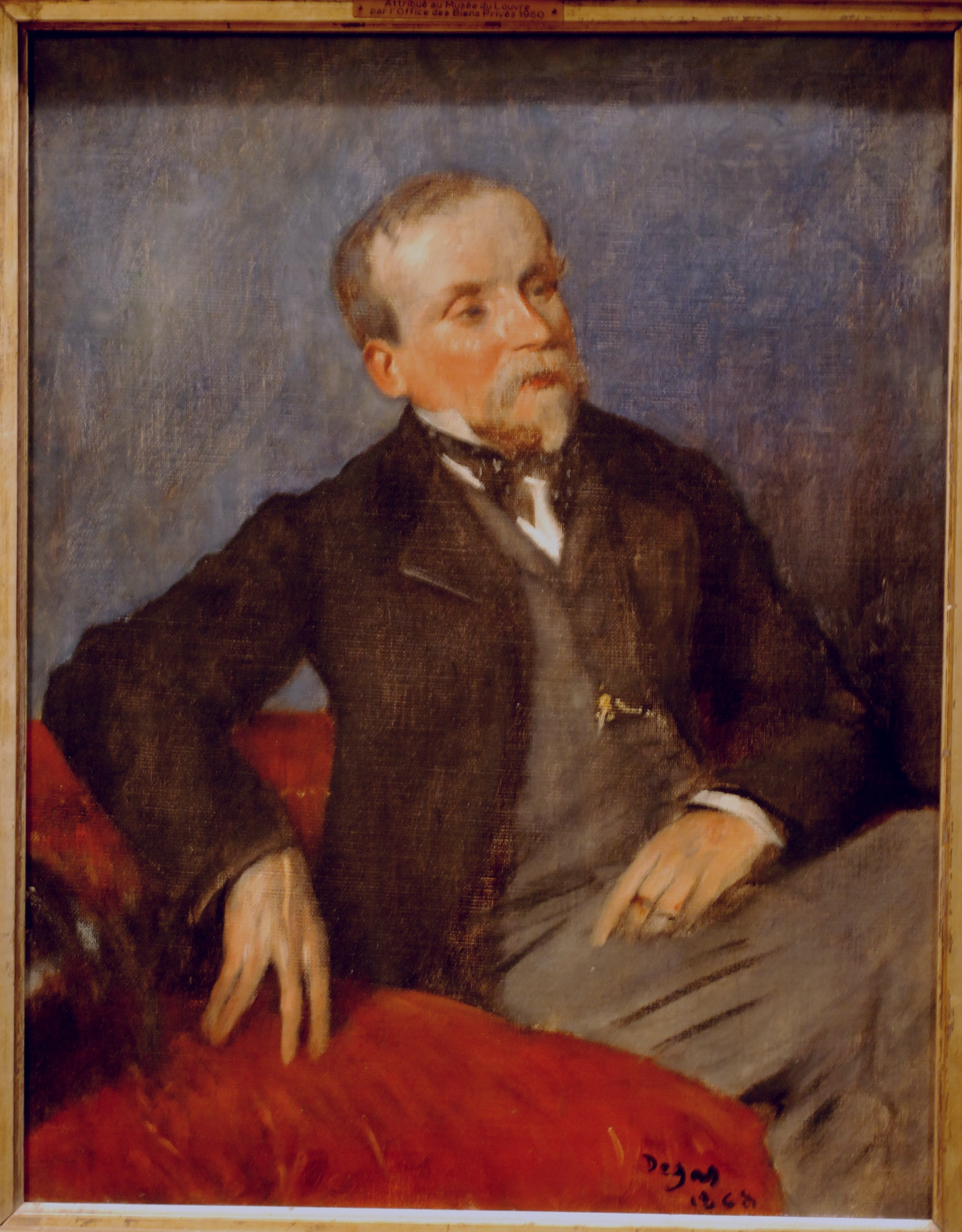
Évariste de Valernes von Edgar Degas

Évariste Bernardi de Valernes (* 24. Juni 1816 in Avignon; † 5. März 1896 in Carpentras) war ein französischer Maler.

## Leben und Werk
Évariste de Valernes stammt aus einer alten provenzalischen Familie, die in Monieux, am Eingang zur Schlucht von Nesque, ein kleines Herrenhaus besaß. 1839 reiste er mit seiner jungen Frau Hélène, der Tochter seines Concierge, nach Paris. Dort war er zwei Jahre lang Schüler von Eugène Delacroix. In den Jahren 1860/1865 lernte er Edgar Degas kennen, der ihm ein treuer Freund wurde. Degas fertigte ein Selbstporträt mit seinem Freund und ein Porträt von Évariste de Valernes alleine an.
Valernes blieb jedoch erfolglos und gab sein Vermögen schnell aus. Er stellte dreimal im Pariser Salon aus:
- Une sœur de charité, 1855, die sich derzeit im Musée Calvet in Avignon befindet.
- La convalescente, 1868, die sich derzeit im Musée Comtadin-Duplessis in Carpentras befindet. Dieses Werk wird von Kritikern nicht gewürdigt, nur Émile Zola veröffentlichte einen lobenden Kommentar im L’Evénement illustré.
- Geneviève, 1870, die sich derzeit im Stadtmuseum von Sault befindet. Bei diesem Salon wurde sein Gemälde Le Restaurant à 32 sols nicht von der Jury angenommen.[1]

Schließlich zog er sich in Carpentras in einem fast elenden Zustand zurück. 1879 wurde er zum Zeichenprofessor ernannt.